# Manjerla, Raichur
Manjerla là một làng thuộc tehsil Raichur, huyện Raichur, bang Karnataka, Ấn Độ.